# Simulační předuspořádání
Simulační předuspořádání je v teoretické informatice relace mezi přechodovými systémy sdružující ty systémy, které se umí vzájemně simulovat.
Intuitivně systém simuluje jiný systém pokud umí dorovnat všechny jeho tahy.
Základní definice sdružuje stavy v rámci jednoho přechodového systému, což lze snadno rozšířit na dvojici systémů uvážením systému vzniklého prostým sloučení těchto dvou, pomocí disjunktního sloučení jeho částí.